# Laglmauer
Laglmauer är ett berg i Österrike.  Det ligger i förbundslandet Oberösterreich, i den centrala delen av landet, 160 km väster om huvudstaden Wien. Laglmauer ligger 1 839 meter över havet. Närmaste större samhälle är Rottenmann, 17 km söder om Laglmauer. 